# Fyrværkeriulykken i Enschede 2000
Fyrværkeriulykken i Enschede var en eksplosion, der fandt sted på en fyrværkerifabrik den 13. maj 2000 øst for den hollandske by Enschede.
23 personer blev dræbt, herunder fire brandmænd, og næsten 1000 mennesker blev sårede. I alt blev 400 boliger ødelagt i eksplosionen, og 1500 bygninger blev beskadiget.